# Manis javanica
El pangolín malayo (Manis javanica) es una especie de mamífero folidoto de la familia Manidae ampliamente distribuido por el Sudeste Asiático. Puebla las selvas y plantaciones de Indochina y buena parte de Indonesia. La primera descripción de esta especie fue hasta 1763.